# اوی‌ایرگ
اوی‌ایرگ (به مجاری:  Újireg) یک شهرداری در مجارستان است که در ناحیه تاماشی واقع شده‌است. اوی‌ایرگ ۱۰٫۹ کیلومتر مربع مساحت و ۲۸۶ نفر جمعیت دارد.